# Тројаци
Тројаци (мкд. Тројаци) су насеље у Северној Македонији, у јужном делу државе. Тројаци припадају општини Прилеп.

## Географија
Насеље Тројаци је смештено у јужном делу Северне Македоније. Од најближег већег града, Прилепа, насеље је удаљено 16 km источно.
Тројаци се налазе у историјској области Рајец, која обухвата слив истоимене Рајечке реке, притоке Црне реке. Јужно од села уздиже се планина Дрен, а северозападно планина Бабуна. Надморска висина насеља је приближно 560 метара.
Клима у насељу је континентална.

## Становништво
По попису становништва из 2002. године, Тројаци су имали 11 становника.
Претежно становништво у насељу су етнички Македонци (100%).
Већинска вероисповест у насељу је православље.